# Bainit
Bainit je plátová mikrostruktura, kterou lze nalézt v uhlíkových ocelích, a která se tvoří v teplotním intervalu cca 250–550 °C.
Jako první ji popsali E. S. Davenport a Edgar Bain jako jednu ze struktur rozpadu austenitu při ochlazování z teploty Ac3 resp. Acm. Davenport a Bain mikrostrukturu původně popsali jako velmi podobnou popuštěnému martenzitu.
Jemná nelamelární struktura bainitu obsahuje cementit s feritickými oblastmi s vysokou koncentrací dislokací, které ferit zpevňují.
Teplotní interval pro formaci bainitu (mezi 250–550 °C) je stejný jako pro zformování perlitu i martenzitu. Vznik bainitické struktury je podmíněn izotermickým kalením s kalicí rychlostí vyšší než pro vznik perlitu, ale nižší než pro vznik martenzitu – za předpokladu stejného chemického složení oceli. Většina legujících prvků snižuje teplotu potřebnou pro dosažení vzniku bainitu, např. uhlík je nejefektivnější.
Mikrostruktury martenzitu a bainitu jsou si velmi podobné, protože obě mikrostruktury vznikají za velmi obdobných podmínek. Morfologické rozdíly existují a jsou zjistitelné jen při použití elektronového mikroskopu. Při pozorování světelným mikroskopem se bainitická struktura jeví tmavší než martenzitická z důvodu nižší odrazivosti.
Protože tvrdost bainitu je vyšší než u perlitu ale nižší u martenzitu, nevyžaduje bainitická mikrostruktura žádné následné tepelné zpracování po bainitickém kalení.

## Historie
Ve dvacátých letech Davenport a Bain objevili novou mikrostrukturu oceli, kterou nejprve nazývali martenziticko-troostitickou, protože byla přechodem mezi nízkoteplotním martenzitem a troostitem. Objevená struktura byla pojmenována Bainovými kolegy v U.S. Steel bainitem.
Název se však dostal do vědeckého povědomí až později, v roce 1947.
Bain a Davenport si také všimli existence dvou odlišných forem bainitu, horní bainit, který se formuje při vyšší teplotě a spodní bainit, který vzniká blízko martensitické teploty.

## Vznik struktury

Diagram anizotermického rozpadu austenitu; Červené křivky znázorňují rychlost ochlazování: při (1) vzniká martenzit, při (2) bainit a při (3) fertiticko-perlitická struktura

Při teplotě 900 °C je nízkouhlíková ocel austenitizována (tj. vnitřní strukturou je austenit). Pod teplotou Ac3 (resp. Acm pro nadeutektoidní oceli) se austenit začne rozpadat. Při eutektoidní teplotě cca 727 °C se austenit stává termodynamicky nestabilním a při rovnovážných podmínkách – popsaných binárním diagramem železo-uhlík – se rozpadá eutektoidní reakcí na perlit (tuhý roztok feritu a cementitu). To platí pro nekonečně pomalé ochlazování. V případě vyšších ochlazovacích rychlostí, je nutné vzít v úvahu vliv kinetiky termodynamické soustavy při strukturní transformaci. Díky tomu lze dosáhnout jiných struktur než fázových (ferit, cementit, perlit) a to zejména martenzitickou strukturu ale i bainitickou strukturu. Transformace se popisuje v např. v diagramu anizotermického rozpadu austenitu.
Na obrázku křivka (1) znázorňuje vysokou (nadkritickou) rychlost ochlazování – kalení – při níž se austenit transformuje ve ferit přesycený uhlíkem za podmínek kdy uhlík nemůže volně difundovat, tj. martenzit. Atomová mřížka austenitu by se transformovala z kubické plošně středěné na kubickou prostorově středěnou feritu za předpokladu dostatku času. V případě rychlého ochlazení se ferit však uspořádá s uhlíkem do prostorově středěné tetragonální atomové mřížky. Intersticiálně uspořádaný uhlík způsobí vnitřní pnutí v tomto uspořádání díky níž je sice ocel tvrdší a pevnější, ale zároveň i křehčí. Složení martenzitu je odvozené od složení austenitu.
Při pomalejší rychlosti ochlazování jako u křivky (2) může uhlík snadněji difundovat až do teploty 600 °C, potom lze soustavu ochlazovat rychleji a místo feriticko-perlitické struktury se a vytvoří bainit.
Při velmi nízké rychlosti ochlazování, podle křivky (3), bude dosažena feriticko-perlitická struktura jako podle binárního rovnovážného diagramu v závislosti na chemickém složení oceli.
Bainit se nachází mezi martenzitickou a feriticko-perlitickou oblastí, kdy difuzní pochody železa sice jsou omezeny, ale termodynamický mechanismus nemá dostatečný potenciál pro transformaci na martenzit. Na rozdíl od perlitu, ve kterém ferit s cementitem vzniká společně, bainit vzniká transformací z austenitu přesyceného uhlíkem (podobně jako martenzit) s postupnou difuzí uhlíku a precipitací karbidů.
Další rozdíl je možné spatřit mezi tzv. spodním bainitem, který se formuje blízko teploty počátku martenzitické přeměny – tj. za nižších teplot, a tzv. horním bainitem, který se formuje za vyšších teplot, pod feriticko-perlitickou oblastí.
Rozdílnost struktur vychází z rychlosti difuze uhlíku při teplotě vzniku bainitu. Při vyšší teplotě uhlík difunduje rychleji od nově se formujícího feritu a karbidů ze zbytkového austenitu přesyceného uhlíkem do feritické oblasti bez karbidů.
Při nižší teplotě uhlík obtížně difunduje a tvoří více precipitátů než feritu.
Existují dvě protichůdné teorie vzniku bainitické mikrostruktury, tzv. teorie přesunů a teorie difuze.

### Teorie přesunů
Teorie přesunů je jedna z teorií mechanismu formování bainitu, kdy nastane smykové přetvoření jako v případě vzniku martenzitu. Přetvoření způsobí uvolnění napětí, což se potvrzuje orientací vazeb přítomných v bainitické mikrostruktuře.
Podobný efekt uvolnění napětí lze pozorovat v transformacích, které však nejsou považovány za čistě martenzitické.
Uvolnění napětí v bainitu lze chápat jako invariantní rovinnou deformaci s rozsáhlými smykovými složkami. Vznik karbidických fází (cementitu) mezi feritickými deskami se objevuje pouze jako výsledek difuzních procesů.

### Teorie difuze
Teorie difuze bainitické přeměny je založena na difuzi malého rozsahu na počátku transformace. Náhodně a neusměrněně teplotně aktivované atomy skokově řídí vznik a vazby se pak sestavují opětovnou difuzí. Tento mechanismus není však schopný popsat ani tvar ani povrchový reliéf způsobený banitickou přeměnou.

### Nedokončená bainitická přeměna
Již raný výzkum bainitu odhalil, že při jisté dané teplotě se určité množství austenitu transformuje v bainit a zbytek se rozpadne po delší době na perlit. A to i přesto, že dokončení transformace austenitu na perlit lze dosáhnout i při vyšších teplotách, kdy austenit je stabilní. Lze tedy uvažovat, že banitický ferit se vzniká transformací spolu s uhlíkem, který je vylučován okolním austenitem. Tím je zajištěna termodynamická stabilita proti další transformaci. Aby bylo možné přeměnit větší množství austenitu na bainit, je nutné snížit teplotu a tím zvýšit hybnou sílu termodynamické reakce.

## Morfologie
Bainit se typicky jeví jako jehlicovitý agregát  feritových desek oddělených zbytkovým austenitem, martenzitem nebo cementitem.
Zatímco feritové desky se jeví samostatnými při zkoumání dvourozměrného řezu, jsou ve skutečnosti vzájemně propojeny v třidimenzionálně – obyčejně v čočkovité či jehlicovité – morfologii. Klínový tvar jehlic vzniká při růstu zrna se silnější stranou v místě vzniku.
Tloušťka feritických desek se zvyšuje s teplotou, při které dochází k přeměně. Modely neuronových sítí naznačují, že se nejedná o přímý účinek teploty jako takové, ale spíše důsledek teplotní závislosti hybné síly potřebné pro transformaci zbytkového austenitu kolem feritických desek.
Proto při podchlazení z vyšších teplot, termodynamická hybná síla způsobuje snížení rychlosti nukleace zrn. Tím je umožněno jednotlivým deskám dosáhnout při růstu velikost větší než je fyzicky dostupný prostor – omezený růstem ostatních desek. Desky jsou pak v okolním austenitu elasto-plasticky deformovány, což vyvolává napětí ve struktuře a to vede na vyšší pevnost a resistenci proti růstu zrn ze zbytkového austenitu.

### Horní bainit
Tzv. horní bainit se formuje při teplotě 400–550 °C se strukturou jehlicovitých útvarů. Tyto útvary obsahují laťky feritu, které jsou přibližně rovnoběžné, a které vykazují vazbu k okolnímu austenitu podle Kurdjumova-Sachse. Účinek této vazby se snižuje se snižující se teplotou při transformaci. Feritické útvary obsahují méně než 0,03 % uhlíku, což způsobuje setrvání austenitu přesyceného uhlíkem v jejich okolí.
Množství feritu, které vzniká v jehlicích je závislé na množství uhlíku v oceli. Nízkouhlíkové oceli obsahují nesouvislé vrstvičky nebo drobné částečky cementitu mezi jehlicemi. U vysokouhlíkových ocelí jsou vrstvy kontinuální podél přilehlých jehlic.

### Dolní bainit
Dolní bainit, který vzniká při teplotě 350–400 °C, má více acikulární formu než horní bainit. U dolního bainitu se nevyskytuje takové množství hran o malých úhlech mezi jehlicemi. Přirozená rovina růstu feritu se také posouvá z <111> k <110> v závislosti na klesající teplotě při transformaci. Zrna cementitu vznikají na rozhraní mezi feritem a austenitem.